# Joseph Eduard Konrad Bischoff
Joseph Eduard Konrad Bischoff, pseudonim Conrad von Bolanden (ur. 9 sierpnia 1828 w Niedergailbach, zm. 30 maja 1920 w Spirze) – niemiecki duchowny katolicki, pisarz.

## Biografia
Bischoff ukończył seminarium w Spirze, następnie studiował teologię na Uniwersytecie Ludwika i Maksymiliana w Monachium. Święcenia kapłańskie przyjął w 1852. Pracował jako duszpasterz w parafii przy katedrze w Spirze, następnie w Kirchheimbolanden, Börrstadt oraz w Römerberg. Od nazwy zamku w Bolanden przyjął pseudonim literacki Conrad von Bolanden. W 1870 zrezygnował z pracy parafialnej i poświęcił się pisarstwu. Spod jego pióra wyszło ponad 60 książek, głównie powieści historycznych. Kilka zostało przetłumaczonych na język polski przed II wojną światową.

## Polskie tłumaczenia
- Kielnia albo krzyż (oryg. Kreuz und Kelle; tłum. Edward Bujina, 1872)[2]
- Stary Bóg żyje (oryg. Der alte Gott; tłum. Norbert Bonczyk, 1872; tłum. Ignacy Wincenty Kroll, 1881)[2]
- Nowy Bóg (oryg. Der neue Gott; tłum. Edward Bujina, 1872)[2]
- Angela (tłum. Franciszek Waligórski, 1873)[3]
- Kanossa (oryg. Canossa; tłum. Julian Echaust, 1873)[2]
- Luter w drodze do narzeczonej (oryg. Eine Brautfahrt; tłum. Julian Echaust, 1873, 1900)[2]
- Nieomylni (wyd. Józef Grajnert, 1874)[2]
- Fryderyk II  i jego czasy (oryg. Historische Novellen über Friedrich II von Preussen und seine Zeit; tłum. Józef Grajnert, 1875, 2 tomy)[2]
- Wrogi państwa (oryg. Die Reichsfeinde; wyd. pol. 1875–1876, 2 tomy)[2]
- Dyabeł w szkole (oryg. Der Teufel in der Schule; tłum. Janek znad Wisły, 1893)[3]